# 長野テクトロン
長野テクトロン株式会社（ながのテクトロン／英名: Nagano Tectron Co.,Ltd）は、カスタムキーボード、メンブレンスイッチ、タッチパネルPCなどの専門メーカー。
パソコンや工作機械などをはじめとした各種キーボードの自社ブランド製品やOEMを手掛けている。
本社工場は長野県長野市、埴科郡坂城町、中国の上海市にあり、営業所は東京都千代田区，愛知県名古屋市，大阪府大阪市にある。

## 沿革
- 1984　長野市篠ノ井塩崎に、長野テクトロン株式会社を設立。
- 1987　表面シートの製造、プリント基板のパターン設計を開始。
- 1989　メンブレンスイッチの製造、プリント基板への実装を開始。
- 1991　パソコン用キーボードの製造を開始。
- 1994　各種キーボードのカスタム製造を開始。
- 1996　メンブレンシートへのチップ部品の実装を開始。多品種小ロット生産体制に移行。
- 1997　RS232C、DOSV対応の標準インターフェースボードの開発、受注を開始。
- 1999　3D_CAD、作画機の導入により社内一貫生産体制を強化。
- 2003　水泳用『トレーニングタイマー』の開発、販売を開始。
- 2006　ISO9001を認証取得。プログラマブルキーボード（お気に入りキーボードシリーズ）の開発、販売を開始。
- 2007　東京営業所を開設。ホテルおすすめ周辺ぐるめ案内システム『ホテぐる』の運営を開始。
- 2008　耐油メンブレンの製造、販売を開始。
- 2010　医療従事者のためのCPR補助器具『ハンズオンリータイマー』の販売を開始。照光キーボードの量産販売を開始。
- 2012　タッチパネルPC・周辺機器の販売を開始。
- 2013　96キータイプのプログラマブルキーボードの開発、販売を開始。
- 2015　48キータイプのプログラマブルキーボードの開発、販売を開始。可視光通信を利用したスマートフォン向け受送信システムを開発。
- 2016　静電タッチセンサーの開発。薄型7セグメントLEDの開発。Bluetoothキーボードの開発。
- 2017　飲食店向け多言語対応メニューシステム『ホテぐるMENU』の運営を開始。
- 2018　デバイスディスプレイの販売を開始。長野県の観光・旅行・温泉の総合サイト『たびネット信州』の運営を開始。飲食店，小売店・リサイクルショップ向けＰＯＳレジシステム「exPOS(エクスポス)」の取り扱いを開始。クラウド勤怠管理「Work in Time」の取り扱いを開始。
- 2019　デリバリー&出前　総合フードオーダーサイト『Maishoku』の運営を開始。印刷抵抗、車載用アクチュエータの開発・製造・販売を開始。
- 2020　病院のサイネージを⼿掛ける「株式会社医療情報基盤」をグループ化。企業ポータル、会議室予約システムを⼿掛ける「株式会社ライブネス」をグループ化。⾷に関する各種システムサービス運営を⽬的に「オイシーク株式会社」を設⽴。名古屋営業所を開設。セルフレジの設計製造を開始。
- 2021　大阪営業所を開設。病院向け遠隔画像診断サービスを手掛ける「YKR medical labo 株式会社」をグループ化。離床センサーを手掛ける「株式会社アサヒメディケア」をグループ化。高速回転脱水機を手掛ける「株式会社ハヤブサ技研」をグループ化。TikTok アカウント「東京グルメガイド」の運営を開始。
- 2022　調剤薬局向け POS システム「NT-POS メディカル」の販売を開始。
- 2023　NT-POS セルフレジの開発・販売を開始。離床センサーを手掛ける「株式会社アサヒメディケア」を吸収合併。特殊プリンターの開発製造を手掛ける「株式会社マスターマインド」をグルー プ化。